# Taxeotis subvelaria
Taxeotis subvelaria är en fjärilsart som beskrevs av Walker 1861. Taxeotis subvelaria ingår i släktet Taxeotis och familjen mätare. Inga underarter finns listade i Catalogue of Life.